# Lithodoidea
Lithodoidea is een superfamilie van kreeftachtigen uit de klasse van de Malacostraca (hogere kreeftachtigen).

## Families
- Hapalogastridae Brandt, 1850
- Lithodidae Samouelle, 1819